# Sandstorm
Vous lisez un « article de qualité » labellisé en 2016.
Singles de Darude
Feel the Beat
(2000)
Sandstorm est une composition musicale instrumentale du producteur et disc jockey finlandais Darude. Elle est d'abord mise en ligne sur le site MP3.com en avril 1999, où elle gagne en popularité. Elle est ensuite publiée en single par le label 16 Inch Records le 26 octobre, puis par le label Neo Records le 5 juin 2000 au Royaume-Uni. Le titre est musicalement rattaché à la trance et se reconnaît à sa ligne de synthétiseur principale, répétitive et saccadée.
Sandstorm rencontre d'abord le succès en Finlande à la fin de l'année 1999 puis devient un tube international en 2000. Le single connaît surtout le succès en Europe, où il atteint le top 10 dans plusieurs pays, et se vend à plus de 2,5 millions d'exemplaires dans le monde. En décembre 2000 et janvier 2001, il figure parmi les « singles de l'année » de magazines musicaux tels que The Face ou Mixmag.
Devenu populaire dans le milieu sportif, Sandstorm a aussi fait l'objet d'un mème sur Internet, qui consiste à répondre « Darude – Sandstorm » lorsque quelqu'un demande le nom d'une chanson présente dans une vidéo. Le titre est d'abord popularisé sur le site de streaming Twitch avant de se faire connaître sur l'ensemble d'Internet. Le site de partage YouTube le décline sous la forme d'un poisson d'avril le 1er avril 2015. Il a souvent été repris et remixé, en particulier depuis sa popularisation sur Internet.
Le clip de Sandstorm, tourné à Helsinki les 19 et 20 mai 2000, montre trois personnes qui courent à travers la ville au rythme de la composition. Il est diffusé pendant plusieurs mois sur MTV Europe et devient le premier clip finlandais à passer sur MTV aux États-Unis.

## Genèse
Avant d'être connu sous le nom de Darude, Ville Virtanen crée sa propre musique à partir de 1996, peu de temps après que des amis lui ont montré ce qu'ils faisaient avec des freewares et des sharewares sur leurs ordinateurs,. Il compose d'abord du happy hardcore avec un logiciel de tracker sous le nom de Rudeboy et fait découvrir ses premières démos à ses amis,,. Au bout de deux à trois ans, il décide d'envoyer quelques démos à un magazine, ainsi qu'à plusieurs stations de radio et maisons de disques ; il reçoit quelques avis positifs en retour,.
Dans sa ville natale, Darude découvre une boîte de nuit où un DJ passe de l'uplifting trance et apprécie tellement le son qu'il s'y rend plusieurs fois par semaine. Grandement inspiré par les sons qu'il vient d'y entendre, mais aussi par les sons hard house et trance de l'époque, il se précipite à chaque fois chez lui pour allumer son ordinateur et composer de la musique,. Un jour, alors qu'il décide de décomposer un de ses titres préférés, il se rend compte qu'il a trouvé quelque chose d'autre.

« J'avais déjà depuis un an ou deux le son principal et la mélodie du der der der quelque part sur mon ordinateur avant de composer le titre dans sa totalité, [...] je notais où la ligne de basse, cette percussion, cette autre percussion, d'autres instruments, etc. commençaient et finissaient — pour savoir comment l'arrangement était fait — et j'essayais de comprendre comment les différents sons du titre avaient pu être créés... L'une des parties du pont, que j'ai en quelque sorte imité, mais dont je ne me rapprochais pas trop à l'époque, était ce que j'avais choisi pour créer mon propre rythme et ma propre mélodie, et c'est devenu la mélodie principale de Sandstorm. »

Darude finit ainsi par créer le son et la mélodie propre à Sandstorm. En août 1999, il rencontre le producteur des Bomfunk MC's JS16 et lui donne un CD qui contient plusieurs démos, dont une de Sandstorm,. Il reçoit un appel du producteur une semaine après, qui souhaite le rencontrer,. Lors de cette rencontre, JS16 lui dit beaucoup aimer Sandstorm et annonce qu'il est prêt à collaborer avec lui. Il signe finalement Darude en tant que premier artiste de son label 16 Inch Records,. Au bout d'une semaine, qui inclut deux à trois jours passés dans le studio de JS16, Sandstorm acquiert un nouveau son et un meilleur arrangement ; la composition et son remix sont alors prêts à sortir en single.

## Composition
Sandstorm est une composition instrumentale rattachée à la trance d'une durée de trois minutes et quarante-six secondes,,,. Elle se reconnaît surtout à sa ligne de synthétiseur principale, à la fois répétitive et saccadée, qui s'accompagne d'un rythme particulièrement soutenu,. Créée à partir d'un sample 8 bits et d'un plugin d'effet « Distortion » sous Cubase, elle est souvent représentée par une série de bips, le plus souvent dududududu,. Sandstorm se dénote aussi par son utilisation du kick bomb, un bruit de grosse caisse auquel un effet important de réverbération est rajouté. Le titre atteint un tempo de 136 bpm et est composé en mi mineur. Il est construit sur une échelle entièrement pentatonique et progresse surtout par triades parallèles,.
En ce qui concerne sa structure musicale, Sandstorm démarre sur un motif en huit mesures joué au synthétiseur, auquel se rajoute ensuite un hook « partiel ». Lors de la partie principale de Sandstorm, le motif principal atteint 32 mesures, tandis qu'une ligne de basse et des beats apparaissent. À mesure que le titre progresse, il laisse place à un breakdown de 34 mesures ; la mélodie est à ce moment la même que celle de l'introduction. Il aboutit sur l'outro de la composition, musicalement identique à sa partie principale.
Sur son compte Reddit, Darude mentionne le matériel informatique et les logiciels qui ont été utilisés pour composer Sandstorm. Il affirme s'être d'abord servi de P2, Cubase VST 32, FastTracker II, ReBirth et du Korg TR-Rack. Dans le studio de JS16, il dit avoir utilisé Cubase sur Atari ST 1024, le Behringer rack compressor, les Ensoniq ASR-10 et DP4, le Mackie 24/8, le Nord Lead 2 et les Roland JP-8080 et JV-2080.

## Succès commercial

### MP3.com
À partir d'avril 1999, avant même d'avoir signé à 16 Inch Records, Darude commence à mettre en ligne Sandstorm et plusieurs autres de ses compositions sur le site MP3.com,,. Il demande alors à plusieurs DJs de jouer ses titres en boîte de nuit et de les commenter sur le site. Le succès ne se fait pas attendre, puisque qu'après avoir posté un clip d'une minute de Sandstorm, le titre se retrouve au sommet des classements club du site,. Sandstorm et ses autres compositions sont téléchargées par des internautes du monde entier et lui font accroître son nombre de fans, tandis qu'il reçoit de nombreux commentaires en retour,,. Plusieurs maisons de disques entendent parler du titre. Sandstorm devient de plus en plus populaire et commence à passer à la radio.

### Succès international
Sandstorm sort le 26 octobre 1999 en tant que premier single de 16 Inch Records,. Il commence à rencontrer le succès en Finlande, où il atteint rapidement la 1re place des classements dance et y reste 17 semaines consécutives, puis la 8e place des classements singles du pays à la fin de l'année 1999.
Au Royaume-Uni, le label indépendant Neo Records entend parler du titre et le retrouve sur Internet,. Sandstorm est signé et publié par le label le 5 juin 2000,,. La semaine du 18 au 24 juin 2000, le single atteint la 3e place du UK Singles Chart, ce qui fait alors de Darude le premier artiste finlandais à placer un single dans le classement,. La même semaine, il atteint la 1re place du UK Indie Chart et du UK Dance Chart, ainsi que la 2e place du hit-parade écossais,,. Darude interprète au cours du même mois le titre durant l'émission Top of the Pops.
Sandstorm connaît un succès similaire dans le reste de l'Europe. Le single est classé 14e en France, où il reste 21 semaines consécutives dans le hit-parade. Il s'y vend à environ 92 400 exemplaires. Aux Pays-Bas, il se hisse à la 14e place du Nederlandse Top 40 et la 8e place du Single Top 100,. En Belgique, Sandstorm se classe respectivement 14e et 36e dans les classements flamands et wallons,. Le single atteint également la 13e place des hit-parades autrichiens et espagnols,. En Irlande, Allemagne et Suisse, Sandstorm atteint respectivement la 3e, la 6e et la 8e place des hit-parades,,. Il se classe aussi 49e en Italie. Dans les pays nordiques, Sandstorm occupe la 6e place des classements suédois et se classe 3e au Danemark,. En Finlande, Sandstorm reste 42 semaines non consécutives dans les classements singles et se hisse à la 3e place vers le milieu de l'année 2000. Dans le hit-parade norvégien, Sandstorm est classé no 1 pendant cinq semaines consécutives, avant de laisser sa place à Music de Madonna,. En Océanie, Sandstorm se classe 26e en Nouvelle-Zélande et 40e en Australie,.
De l'autre côté de l'Atlantique, Sandstorm atteint la 1re place des classements singles canadiens en février 2001. Aux États-Unis, il est classé 83e dans le Billboard Hot 100, devenant ainsi le premier single finlandais à entrer dans le classement,. Le single rencontre un succès plus important dans les classements dance du Billboard ; il atteint la 5e place du Hot Dance Club Play, où il reste 27 semaines non consécutives entre 2000 et 2002,. Dans celui des Maxi-Singles Sales, il se classe no 11 et reste 45 semaines dans le classement en 2001,.

### Ventes et succès ultérieurs
Décrit par Darude lui-même comme un « heureux accident », le succès de Sandstorm fait connaître le DJ dans le monde entier. Le titre passe sur les stations de radio de plus de 70 pays et est inclus sur plus de 200 compilations. En août 2000, les ventes du single sont estimées à 320 000 exemplaires, dont 35 000 dans les pays nordiques, puis à 500 000 le mois suivant. Il se vend finalement à plus de 2,5 millions d'exemplaires dans le monde. Sandstorm devient à la fois le titre instrumental le plus vendu au monde, l'un des singles les plus vendus dans l'histoire de la dance music et le maxi 45 tours le plus vendu de l'an 2000,. En Finlande, le single se vend à 13 025 exemplaires et reçoit une certification de platine au cours de l'année 2000. Il est par ailleurs le 5e single vinyle le plus vendu depuis l'an 2000 au Royaume-Uni.
En 2014, Sandstorm est interprété par le duo australien Peking Duk lors du festival Stereosonic de Sydney. La vidéo de cette performance, qui montre un public survolté, devient virale. Le titre fait peu de temps après son apparition dans les classements dance d'iTunes de plusieurs pays. Il est alors classé 18e en Australie, 43e aux États-Unis et 50e au Canada,,. En juin 2015, un événement créé sur Facebook dans le but d'amener Sandstorm à la première place au Royaume-Uni est rejoint par plus de 3 000 personnes. Le single est certifié disque de platine par la British Phonographic Industry (BPI) le 2 octobre 2015. Le 16 janvier 2020, le single est certifié disque de platine aux États-Unis par la Recording Industry Association of America (RIAA) pour s'être vendu à au moins 1 000 000 exemplaires.

## Accueil critique et distinctions
« Sandstorm est génial, simple mais efficace. Essayez de composer quelque chose comme ça. »

— JS16
Antti J. Ravelin du site AllMusic trouve que Sandstorm est « très séduisant et rythmé ». Daniel Incognito de Sputnikmusic en fait une critique particulièrement élogieuse et le décrit successivement comme « attrayant », « une piste accrocheuse » et « une superbe chanson. » Il ne partage cependant pas le même avis en ce qui concerne le remix de Jaakko Salovaara, selon lui « sans aucune originalité » et « clairement inutile ». Ross McGowan de Stylus écrit de son côté : « Sandstorm a apporté un son complètement nouveau aux pistes de danse et sous-sols de banlieues quand il est sorti, et c'était magnifique. » Le Daily Record délivre quant à lui une critique plus négative du titre, le décrivant comme « un hymne estival d'Ibiza » qui « ne va nulle part. »
En décembre 2000 et janvier 2001, trois magazines musicaux différents incluent Sandstorm parmi leur « singles de l'année » (« Singles of the Year »). Le magazine Muzik classe le titre 9e sur 40 et souligne son « riff monstrueux ». The Face l'inclut à la 21e place de ses 30 « singles de l'année », tandis que Mixmag le classe 2e sur 10,. En Finlande, Sandstorm est reconnu « chanson de l'année » lors des Emma Awards de 2000. La même année, il reçoit le prix du « tube dance de l'année » (« Dance-Hit des Jahres ») au cours des German Dance Awards de 2000. Il est désigné « meilleur titre dance de l'année » par la radio suédoise NRJ Radio en février 2001. En mars 2002, Sandstorm est nommé dans la catégorie « chanson de l'année » (« Record of the Year ») lors des DanceStar USA Awards de 2001, mais perd face à Hide U de Kosheen,. Le titre reçoit une certification aux BDSCertified Spin Awards d'avril 2002 pour être passé au moins 50 000 fois sur les radios américaines. En octobre, il est reconnu « single de l'année » lors de la remise des prix des Golden Turntable DJ Awards, ce qui représente alors la première récompense de Darude aux États-Unis.
Fin 2005, Sandstorm entre dans le « Ringtone Hall of Fame », une liste des dix meilleures sonneries de téléphone de tous les temps, et y figure à la 8e place. En février 2013, le titre est classé 50e au sein de la liste des « 50 meilleurs titres dance de tous les temps » (« 50 Greatest Dance Tracks of All Time ») établie par Mixmag. La version originale du titre apparaît à la 95e place du sondage annuel de Trance Top 1000, annoncé par Armin van Buuren via son émission de radio A State of Trance en mai de la même année. En juin, Sandstorm est classé 28e parmi les « 100 one-hit wonders de Reddit. » La chaîne musicale VH1 inclut le titre au sein de sa liste des « 20 chansons de stade qui rendent tout événement sportif plus agréable » (« 20 Rocking Stadium Songs That Make Any Sporting Event More Enjoyable »), publiée en septembre. L'année suivante, il figure parmi les « 60 hymnes dance les plus emblématiques de tous les temps » (« 60 Most Iconic Dance Music Anthems of All Time ») du site Edm.com.

## Clip

### Conception et tournage
Dirigé par Juuso Syrjä, alias Uzi, le clip de Sandstorm est tourné à Helsinki les 19 et 20 mai 2000,. Le scénario du clip prend forme dans une boîte de nuit, où Uzi travaille alors avec Darude. Ce dernier lui demande s'il serait intéressé pour faire une vidéo, sa toute première à ce moment-là. Les deux hommes se penchent d'abord sur le rythme et la mélodie de Sandstorm pour leur donner des idées. Uzi, qui note une certaine évolution dans le titre, pense d'abord inclure des voitures dans le clip, mais l'idée est abandonnée. L'ingénieur du son, Misko Iho, également sur place au moment de la discussion, propose plutôt de faire courir des gens « comme des dératés ». L'idée retient l'attention d'Uzi, qui décide de la garder pour le futur clip de Sandstorm.
Lors du tournage, les angles de prise de vues sont choisis de sorte qu'aucun logo ou nom de magasin n'apparaissent dans le clip, tandis que les habitants de la ville sont retirés des images. Un grand graffiti Sandstorm est dessiné sur un mur pour une scène du clip, mais ayant peur de ne pas avoir l'autorisation de le peindre, l'équipe de tournage décide de le faire sans permission. Après avoir brisé une barrière, les membres de l'équipe roulent sur les rails d'une voie de chemin de fer à bord d'une voiture et peignent le graffiti sur le front d'une falaise en milieu de journée. La police intervient à trois reprises et demande finalement à l'équipe de recouvrir le graffiti de peinture blanche,.
Le budget du clip est de 150 000 mark finlandais. Selon Juuso Syrjä, cette somme ridiculement faible a dû être exagérée à plusieurs reprises lors d'entretiens avec des professionnels à Londres, car dans le cas contraire personne ne les auraient crus. Plusieurs autres éléments loués pour le clip se révèlent en contrepartie plus coûteux. Le « sac de fuite » est prêté par une boutique de sacs. Le chien policier Arro, qui aboie après les coureurs, et le bateau visible à la fin du clip sont eux aussi empruntés.

### Synopsis

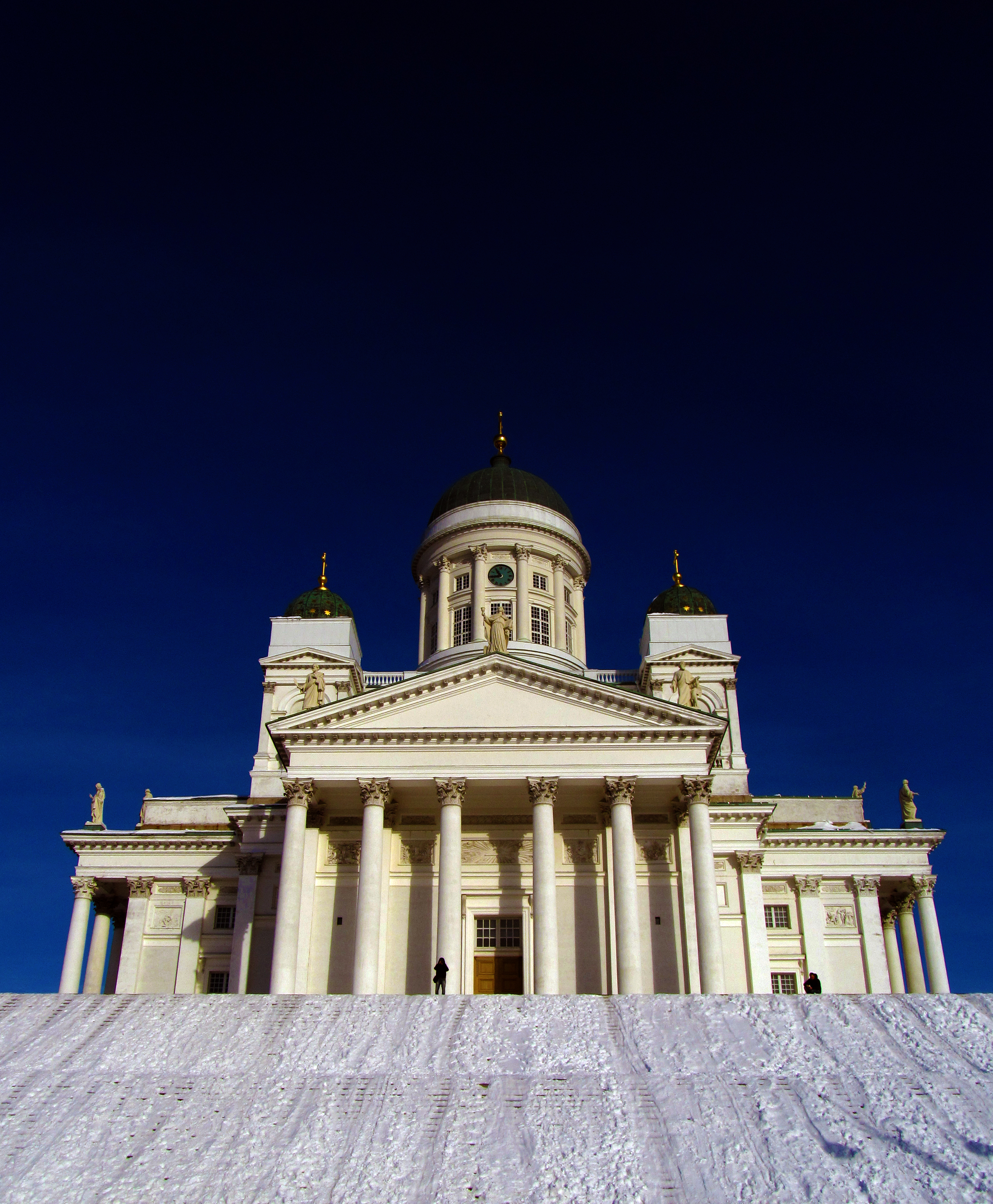
La cathédrale d'Helsinki peut être aperçue au début du clip.

Le clip de Sandstorm montre trois personnes, jouées par Mirella Koulias et Tiina Hillilä de l'agence de mannequins Paparazzi et Joonas Mäkilä dans le rôle d'un policier, courant à travers rues, allées, escaliers et cours intérieures d'Helsinki au rythme de Sandstorm. Darude apparaît également dans le clip et peut être vu en train d'observer la course-poursuite, les yeux cachés derrière ses lunettes de soleil. Les protagonistes commencent par descendre les marches de l'escalier de la cathédrale d'Helsinki avant d'atteindre la place du Sénat. Il est prévu que la scène soit tournée devant la Maison des États, mais l'équipe de tournage n'a pas l'autorisation d'y filmer. Ils traversent ensuite plusieurs rues d'Helsinki, avec successivement Huvilakuja dans le quartier d'Eira, Vuorimiehenkatu, Laivasillankatu et Puistokatu dans celui de Kaivopuisto, Lapinlahdenkatu et une voie de chemin de fer dans celui de Kamppi et enfin le quartier de Ruoholahti, où ils embarquent sur un bateau pour aller en mer. Une carte d'Helsinki révèle que cet itinéraire est en réalité impossible à suivre,.

### Parution et réception
Le clip remporte un franc succès sur le plan international et est largement diffusé pendant plusieurs mois sur MTV Europe. Il devient par ailleurs le premier clip finlandais à passer sur MTV aux États-Unis. Cependant, il se retrouve temporairement censuré au Royaume-Uni, du fait que des armes apparaissent dans le clip et qu'une scène montre quelqu'un frappé d'un coup de pied à la tête. En Allemagne, la scène où Arro apparaît est retirée du clip. D'après Juuso Syrjä, cette censure vient du fait que le berger allemand est souvent considéré un chien de guerre nazi dans le pays. Le clip reçoit finalement plusieurs récompenses, en Finlande et de la part de MTV. En avril 2013, la vidéo compte plus de 23 millions de vues sur le site de partage YouTube, devenant alors la 2e vidéo finlandaise la plus visionnée du site derrière Beatbox de Felix Zenger.

## Postérité

### Utilisation dans le milieu sportif
Sandstorm est régulièrement joué lors de matches de football américain et de hockey sur glace, mais aussi de la NBA, de la NFL, de l'UFC et de Wimbledon,,. Pendant au moins deux ans, le titre est interprété lors de matches joués par les Canadiens de Montréal, avec le finlandais Saku Koivu en tête d'équipe. Il est par ailleurs devenu une partie intégrante des matches disputés par les Gamecocks au Williams-Brice Stadium de l'université de Caroline du Sud, où il est habituellement joué avant les coups d'envoi et après les touchdowns, tandis que les supporters sautent et secouent des serviettes blanches en rythme sur le titre,,.
Sandstorm a aussi été joué lors d'événements sportifs mondiaux, tels que le championnat du monde de hockey sur glace, le championnat d'Europe de football 2000 et les jeux olympiques d'hiver de 2006,. Le pratiquant brésilien d'arts martiaux mixtes Wanderlei Silva et le catcheur japonais Toru Owashi ont tous deux utilisé Sandstorm comme thème d'entrée,.

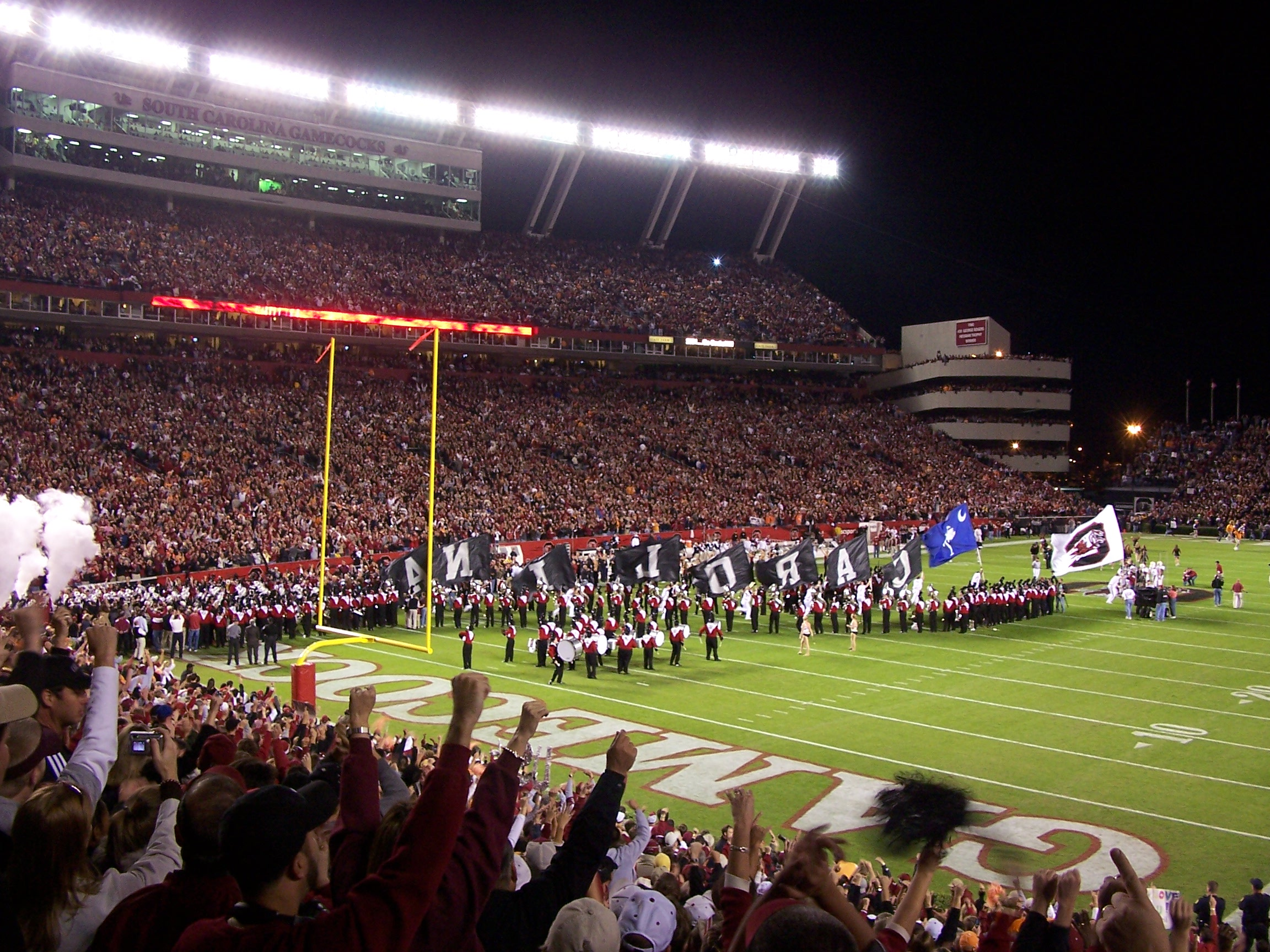
Le Williams-Brice Stadium, où Sandstorm est souvent passé lors de rencontres sportives,.

Fin 2014, lors d'un match opposant les Tigers de LSU aux Aggies du Texas au Kyle Field de l'université Texas A&M, la partie sud du stade oscille légèrement lorsque Sandstorm est joué. Largement attribué aux fans sautant en rythme sur le titre, le phénomène attire l'attention de certains supporters et un message posté sur le site TexAgs fait part de la préoccupation de certains d'entre eux. La structure est finalement renforcée avec plus d'acier.

### Mème
| |  |  |
| « Darude – Sandstorm » est une réponse devenue omniprésente dans les conversations de Twitch et les sections de commentaires de YouTube,. |  |  |

Sur Internet, Sandstorm est progressivement élevé au rang de mème,,. Le regain pour la composition commence dès 2010, quand une vidéo d'une personne jouant Sandstorm sur une trompette d'enfant dans une chambre d'étudiant est postée sur YouTube puis sur Reddit. En 2013, un fichier texte contenant les « paroles » de Sandstorm, à la base publié sur Pandora, fait le tour d'Internet.
La même année, une vidéo en streaming d'une partie de League of Legends devient populaire sur le site Internet Twitch. Elle montre le joueur TheOddOne en train de réaliser un « quadra kill » tandis qu'il écoute Sandstorm en musique de fond,. La vidéo popularise grandement Sandstorm, qui fait au début l'objet d'une inside joke entre les joueurs de Twitch : à chaque fois que quelqu'un demande le titre d'une chanson présente dans une vidéo, les autres utilisateurs se mettent à répondre « Darude – Sandstorm », quel que soit le vrai titre de cette chanson. Le phénomène se développe et prend de l'ampleur jusqu'à se retrouver sur Internet tout entier, en particulier dans les conversations de Reddit et les sections de commentaires de YouTube,,. Sur Twitch, la messagerie instantanée est systématiquement inondée de « Dudududuudu », « Song name? » ou « Darude – Sandstorm » lorsque le titre passe,. Il est annoncé en décembre 2014 que Sandstorm est tweeté presque toutes les minutes et qu'il a été écouté 16 millions de fois sur Spotify.
Le mème remonte jusqu'à Darude, qui le découvre à travers ses différents pages YouTube ; il ne comprend d'abord pas ce qu'il se passe et affirme que le phénomène lui a au premier abord paru bizarre,. Il déclare cependant être content que le titre soit remis au goût du jour et que les gens en parlent, quelles que soient les critiques portées à son sujet,. Il affirme avoir songé ré-éditer Sandstorm, bien que la nouvelle risque, selon lui, d'être mal perçue,.

#### Poisson d'avril
Le 1er avril 2015, YouTube utilise Sandstorm en guise de poisson d'avril. À chaque recherche, la suggestion « Did you mean: Darude – Sandstorm by Darude » (littéralement « Voulez-vous dire : Darude – Sandstorm by Darude ») s'affiche. En outre, un symbole représentant une note de musique (♫) est ajouté en bas à droite de toutes les vidéos du site. En cliquant dessus, l'utilisateur peut entendre des extraits de Sandstorm,,. Suivant l'ajout de cette option et d'une vidéo expliquant son fonctionnement, une multitude de vidéos de « Sandception » font leur apparition. Il s'agit de vidéos où un utilisateur de YouTube clique sur le bouton tandis qu'il regarde quelqu'un d'autre cliquer sur le bouton, qui regarde quelqu'un d'autre cliquer sur le bouton, et ainsi de suite. Une autre fonction nommée « Auto-Darude » peut être activée dans les paramètres des vidéos regardées.
Le site CNNMoney.com classe le poisson d'avril à la 29e place de ses « 32 meilleurs poissons d'avril de 2015 » (« 32 best April Fools' Day gags of 2015 »). Selon le label Warner Bros. Records, YouTube a souhaité rendre hommage à la musique électronique et à sa popularité à travers ce poisson d'avril. Toujours le 1er avril, l'université de Sydney annonce sur Facebook que Sandstorm va être joué sur le carillon du campus à 13h et invite les internautes à voir une vidéo de leur répétition « sournoise ». Il s'agit en réalité d'un « rickroll », puisque le lien de la vidéo renvoie au clip de Never Gonna Give You Up de Rick Astley.

### Reprises et remixes
Peu de temps après le succès initial de Sandstorm, de nombreux fans se mettent à remixer le titre ; certains de ces remixes sont ajoutés sur le compte MP3.com de Darude. Sandstorm sert par la suite d'introduction aux concerts du groupe de rock britannique Two Door Cinema Club. Une version ralentie du titre peut être entendue sur Raver Stay Wif Me du groupe américain Salem, sorti en 2010. Le DJ britannique Paul Oakenfold l'interprète à plusieurs reprises en live, notamment lors du Sunburn Festival de décembre 2014,. Le même mois, Sandstorm est repris par le groupe de garage punk australien DZ Deathrays lors du Falls Festival. Le projet néerlandais Dash Berlin le joue pendant l'Ultra Music Festival de 2015.
Après être devenu un mème, Sandstorm a fait l'objet de nombreuses reprises et réarrangements sur Internet. Parmi eux figurent une version jouée sur des lecteurs de disquette, une reprise metal, des versions jouées sur des blocs musicaux de Minecraft, des reprises sur accordéon, un remix par le producteur finlandais MajorLeagueWobs, une reprise par un père australien et son fils et une version de dix heures,,. Il est par la suite interprété par le YouTubeur Nigahiga en juin 2015.

### Autres utilisations
Sandstorm a été utilisé dans de nombreux films hollywoodiens, séries télévisées et spots publicitaires, et a été joué par des chaînes de télévision comme la BBC et Home Box Office,,. Le titre est utilisé dans les films Braqueurs amateurs (2005), Ordure ! et Under the Skin (2013),,. Il peut être entendu dans le premier épisode de la première saison de Queer as Folk (2000), lorsque Brian et Justin se rencontrent pour la première fois,. Sandstorm a été utilisé dans plusieurs publicités de Nike opposant les joueurs de basket-ball Kobe Bryant et LeBron James, ainsi que dans des publicités pour Honda et PlayStation,.
Le 29 avril 2010, un mix de Sandstorm et Higher State of Consciousness de Josh Wink devient disponible en contenu téléchargeable pour le jeu de rythme DJ Hero. Le titre apparaît dans Dance Central 2 et fait partie de la bande son du  jeu vidéo de hockey sur glace NHL 11,. Le 25 septembre 2015, GameSpot annonce que Darude travaille sur la création d'un sound pack pour le jeu vidéo Counter-Strike: Global Offensive, le « Sandstorm Pack ». L'inclusion de Sandstorm dans le pack est néanmoins incertaine.
En février 2016, une pétition est lancée sur Change.org dans le but de remplacer The Star-Spangled Banner, l'hymne national des États-Unis, par Sandstorm. Kyle Tucker, à l'origine de la pétition, a déclaré que « notre hymne national est dépassé et obsolète. Le remplacer par 'Darude – Sandstorm' permettra à notre pays de s'élever dans le monde moderne. Faisons en sorte que l'Amérique soit à nouveau magnifique. »

## Fiche technique
- Écriture : Ville Virtanen
- Arrangement : Ville Virtanen, Jaakko Salovaara
- Production et mixage : JS16 aux JS16 Studios
- Artwork : Sampo Hänninen
- Mastering : Pauli Saastamoinen à Finnvox

Cette fiche technique est adaptée du site officiel de Darude.

## Pistes
| 1. | Sandstorm (Radio Edit)   | 3:45 |
| 2. | Sandstorm (Original Mix) | 7:21 |

| 1. | Sandstorm (Radio Edit)   | 3:46 |
| 2. | Sandstorm (Original Mix) | 7:26 |
| 3. | Sandstorm (JS16 Remix)   | 7:21 |

| 1. | Sandstorm (Radio Edit)   | 3:45 |
| 2. | Sandstorm (Original Mix) | 7:21 |
| 3. | Sandstorm (JS16 Remix)   | 7:24 |

| 1. | Sandstorm (Radio Edit)        | 3:45 |
| 2. | Sandstorm (Original Mix)      | 7:21 |
| 3. | Sandstorm (Ariel's Remix)     | 6:39 |
| 4. | Sandstorm (Terpischord Remix) | 7:01 |
| 5. | Sandstorm (JS 16 Remix)       | 7:24 |

| 1. | Sandstorm (Talla's Super Club Mix) | 8:20 |
| 2. | Sandstorm (Talla's Club Club Mix)  | 6:54 |

| 1. | Sandstorm (Radio Edit)                  | 3:49 |
| 2. | Sandstorm (Extended)                    | 7:26 |
| 3. | Sandstorm (Dallas Superstarts Remix)    | 8:24 |
| 4. | Sandstorm (Komytea Radio Remix)         | 3:54 |
| 5. | Sandstorm (Komytea Remix)               | 7:40 |
| 6. | Sandstorm (DJ Ray aka Tom Hafman Remix) | 7:13 |
| 7. | Sandstorm (Superchumbo's Sandy Storm)   | 8:38 |
| 8. | Sandstorm (Jan Driver Remix)            | 6:16 |

## Classements et certifications
| Classement (1999)                  | Meilleure position |
| ---------------------------------- | ------------------ |
| Finlande (Finnish Dance Chart)     | 1                  |
| Finlande (Suomen virallinen lista) | 8                  |

| Classement (2000–2001)                  | Meilleure position |
| --------------------------------------- | ------------------ |
| Allemagne (GfK Entertainment)           | 6                  |
| Australie (ARIA)                        | 40                 |
| Australie (Dance Singles Chart)         | 1                  |
| Autriche (Ö3 Austria Top 40)            | 13                 |
| Belgique (Flandre Ultratop 50 Dance)    | 4                  |
| Belgique (Flandre Ultratop 50 Singles)  | 14                 |
| Belgique (Wallonie Ultratop 50 Dance)   | 4                  |
| Belgique (Wallonie Ultratop 50 Singles) | 36                 |
| Canada (Soundscan)                      | 1                  |
| Danemark (IFPI)                         | 3                  |
| Écosse (OCC)                            | 2                  |
| Espagne (PROMUSICAE)                    | 13                 |
| États-Unis (Billboard Hot 100)          | 83                 |
| États-Unis (Hot Dance Club Play),       | 5                  |
| États-Unis (Maxi-Singles Sales)         | 11                 |
| États-Unis (Rhythmic Top 40)            | 36                 |
| États-Unis (Top 40 Tracks)              | 38                 |
| Europe (Eurochart)                      | 8                  |
| Finlande (Suomen virallinen lista)      | 3                  |
| France (SNEP)                           | 14                 |
| Irlande (IRMA)                          | 3                  |
| Italie (FIMI)                           | 49                 |
| Norvège (VG-lista)                      | 1                  |
| Nouvelle-Zélande (RMNZ)                 | 26                 |
| Pays-Bas (Nederlandse Top 40)           | 14                 |
| Pays-Bas (Single Top 100)               | 8                  |
| Royaume-Uni (UK Dance Chart)            | 1                  |
| Royaume-Uni (UK Indie Chart)            | 1                  |
| Royaume-Uni (UK Singles Chart)          | 3                  |
| Suède (Sverigetopplistan)               | 6                  |
| Suisse (Schweizer Hitparade)            | 8                  |

| Classement (2000)                  | Position |
| ---------------------------------- | -------- |
| Allemagne (Media Control AG)       | 38       |
| Belgique (Flandre Ultratop 50)     | 69       |
| Finlande (Suomen virallinen lista) | 4        |
| France (SNEP)                      | 93       |
| Pays-Bas (Nederlandse Top 40)      | 47       |
| Pays-Bas (Single Top 100)          | 48       |
| Royaume-Uni (UK Singles Chart)     | 26       |
| Suède (Sverigetopplistan)          | 58       |
| Suisse (Schweizer Hitparade)       | 52       |

| Pays                         | Certification | Ventes    |
| ---------------------------- | ------------- | --------- |
| Allemagne (BVMI)             | Or            | 250 000   |
| États-Unis (RIAA)            | Platine       | 1 000 000 |
| Finlande (Musiikkituottajat) | Platine       | 13 025    |
| Royaume-Uni (BPI)            | Platine       | 600 000   |
| Suède (GLF)                  | Or            | 15 000    |